# Naenaria chinensis
Naenaria chinensis är en stekelart som beskrevs av Tohru Uchida 1942. Naenaria chinensis ingår i släktet Naenaria och familjen brokparasitsteklar. Inga underarter finns listade i Catalogue of Life.